# Barajul Sulița

## Istoric
Iazul Dracșani există încă de dinaintea primului război mondial, fiind realizat printr-un mic baraj de pământ, construit cu mijloace locale, care inunda o zonă mlăștinoasă din lunca râului Sitna. În anul 1925, țăranii din comunele învecinate Flămânzi (astăzi orașul Flămânzi), Lunca  și Sulița s-au constituit într-o obște care a cumpărat de la foștii proprietari, frații Fischer, lacul Dracșani precum și o suprafață de pădure învecinată. Obștea era formată din 182 de familii: 66 din Flămânzi, 85 din Lunca,  26 din Sulița și 5 din alte sate. Iazul era utilizat în principal pentru piscicultură.
În perioada regimului comunist, iazul a fost naționalizat. Au fost executate lucrări de supraînălțare a barajului, mărindu-se volumul acumulat, asfel încât să poată fi folosit și pentru irigații, și realizându-se și o tranșă pentru atenuarea undelor de viitură. Această extindere a fost posibilă și în urma realizării derivației Siret-Sitna, care a suplimentat debitele naturale ale Sitnei cu debite suplimentare din Siret. Odată cu modernizarea barajului s-au modernizat și descărcătorii de ape mari, astfel încât să corespundă noilor standarde și s-a executat o protecție amonte a barajului din plăci de beton.

## Barajul
Barajul de pământ, omogen, are o înălțime de aproximativ 5,85 m și o lățime la coronament de 6,50 m. Pentru evacuarea apelor mari barajul are un deversor de suprafață. Golirea de fund, relativ mică, are o capacitate de descărcare este de 8,00 m³/s. Capacitatea redusă a golirii de fund se explică prin considerente economice din momentul supraînălțării barajului, când mărirea golirii ar fi impus costuri suplimentare relativ ridicate. 
Pentru evacuarea debitelor maxime, barajul are două deversoare. Primul cu cota crestei la 78,30 m.d.M., corespunzând barajului inițial era insuficient, astfel încât exista un risc ridicat de deversare și de rupere a barajului. Cu ocazia supraînălțării barajului s-a construit un al doilea deversor, cu cota crestei la 79,80 m.d.M., care permite evacuarea fără pericol a debitelor maxime de calcul, corespunzătoare clasei de siguranță a barajului. 

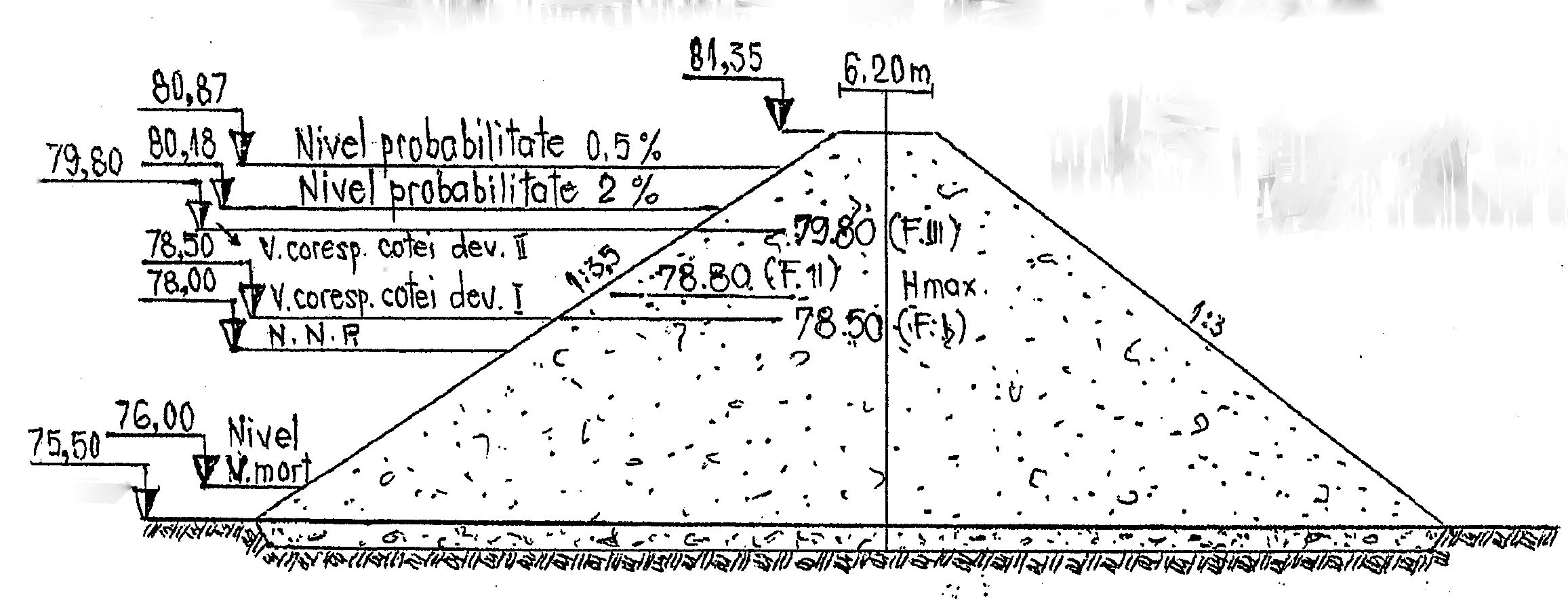
Secţiune transversală prin barajul Suliţa

## Lacul de acumulare

### Caracteristicele lacului de acumulare
La nivelul retenției normale, 78,00 m.d.M., lacul avea, în momentul realizării, un volum total de 6,82 milioane m³ din care 6,7 milioane m³ volum util, volumul mort fiind de 0,12 milioane m³ fiind cel mai mare din câmpia Moldovei. În momentul de față însă, o parte însemnată a lacului a fost colmatată din cauza aportului mare de aluviuni. Lacul are o lungime de 8 km și o suprafață de 574 ha., adâncimea medie a lacului fiind de doar 1,16 m.
La nivelul maxim, volumul total al lacului este de 19,4 milioane m³, volumul rezervat pentru atenuarea undelor de viitură fiind de 12,7 milioane m³, din care 2,7 milioane m³ între cotele celor două derversoare și 10,0 milioane m³ peste cota deversorului superior.
Golirea de fund fiind insuficientă pentru evacuarea aluviunilor, în lipsa unor spălări, lacul de acumulare este supus unei colmatări accentuate care este greu de oprit. Cu toate acestea în momentul de față nu sunt luate în considerare lucrări de remediere a situației.
În prezent, lacul de acumulare este folosit în principal pentru piscicultură și pentru irigații. În ultimul deceniu însă suprafețele irigate din lac au scăzut, folosința principală fiind în prezent piscicultura. Iazul are o producție anuală de circa 400 de tone de pește.
Cu toate că debitele naturale ale Sitnei sunt suplimentate prin derivația Siret-Sitna, în perioadele de vară atât din cauza prelevărilor de debite pentru folosințe cât și din cauza evaporației nivelul apei în lac scade și concentrația în săruri a apei crește.

### Calitatea apelor
Apa lacului Dracșani are un caracter slab alcalin, având un pH care variază între 7,8 – 8,6.  
După gradul de saturație al  oxigenului dizolvat, cuprins între 75,4 – 135,9 %, lacul se încadrează în categoria lacurilor oligotrofe, apa putând fi considerată de calitate corespunzătoare dezvoltării faunei acvatice. Acest parametru este însă contrazis de alte măsurători, astfel:
- încadrarea organică, exprimată prin CCO-Cr (19,4 – 74,9 mg O2/dm3 ) și CBO5

(9,0 – 24,3 mg O2/dm3) a prezentat similar anilor precedenți valori ridicate
caracteristice apelor „degradate”;
- valorile nutrienților, azotul mineral total (2,3 – 8,5 mg/dm3) și ale fosforului total

(0,69 – 0,46 mg/dm3), au încadrat apa lacului în categoria eutrofă;
- fitoplanctonul, dominat de clorofite, cianobacterii, diatomee și euglenofite, a

evidențiat valori ale densității fitoplanctonului cuprinse între 1024320 – 3020667
ex/dm3 iar cele ale biomaselor cuprinse între 10,2 – 11,2 mg/dm3.
Analizele efectuate scot în evidență o eutrofizare avansată a lacului. Această eutrofizare este datorată atât apelor uzate deversate în râul Sitna în zona orașului Botoșani precum și din poluarea difuză de pe terenurile agricole din bazin. Eutrofizarea este agravată de faptul că lacul are goliri de fund mici, care împiedică evacuarea apelor de pe fundul lacului.

## Probleme patrimoniale ale lacului Dracșani
După 1989, urmașii foștilor obșteni au constituit o nouă obște pe care au înscris-o la tribunal și au cerut restituirea iazului naționalizat. Rezolvarea cererii este îngreunată de faptul că legislația în vigoare nu a inclus propunerile unor parlamentari referitoare la restituirea iazurilor către obști. Rezolvarea problemei patrimoniale este îngreunată de faptul că iazul, deținut în prezent de Administrația Domeniilor Statului este administrat de societatea “Piscicola” (fosta întreprindere piscicolă a județului care a fost privatizată) ale cărei acțiuni sunt deținute, în majoritate de ing.Nistor Gheorghe. În anul 2004, societatea “Piscicola” a preluat concesiunea iazului pe o perioadă de 49 ani.
În plus, în urma lucrărilor de refacere a iazului, suprafața actuală este mai mare decât cea expropriată. Astfel, după actele deținute de locuitori, ei ar avea dreptul de a revendica o suprafață de 550 ha din suprafața totală actuală de 700 ha.